# بني مكارة (غياتة الغربية)
بني مكارة هي إحدى مشيخات المملكة المغربية، تتبع جغرافيا لإقليم تازة وإداريًا لغياتة الغربية. يقدر عدد سكانها بـ 3327 نسمة حسب الإحصاء الرسمي للسكان والسكنى لسنة 2004.